# Tenrec orellut
El tenrec orellut (Geogale aurita) és una espècie de tenrec. És endèmic de Madagascar. Habita els boscos secs tropicals o subtropicals i les zones arbustoses seques tropicals o subtropicals. Està amenaçat per la pèrdua d'hàbitat.